# 사망자수 순 자연재해 목록

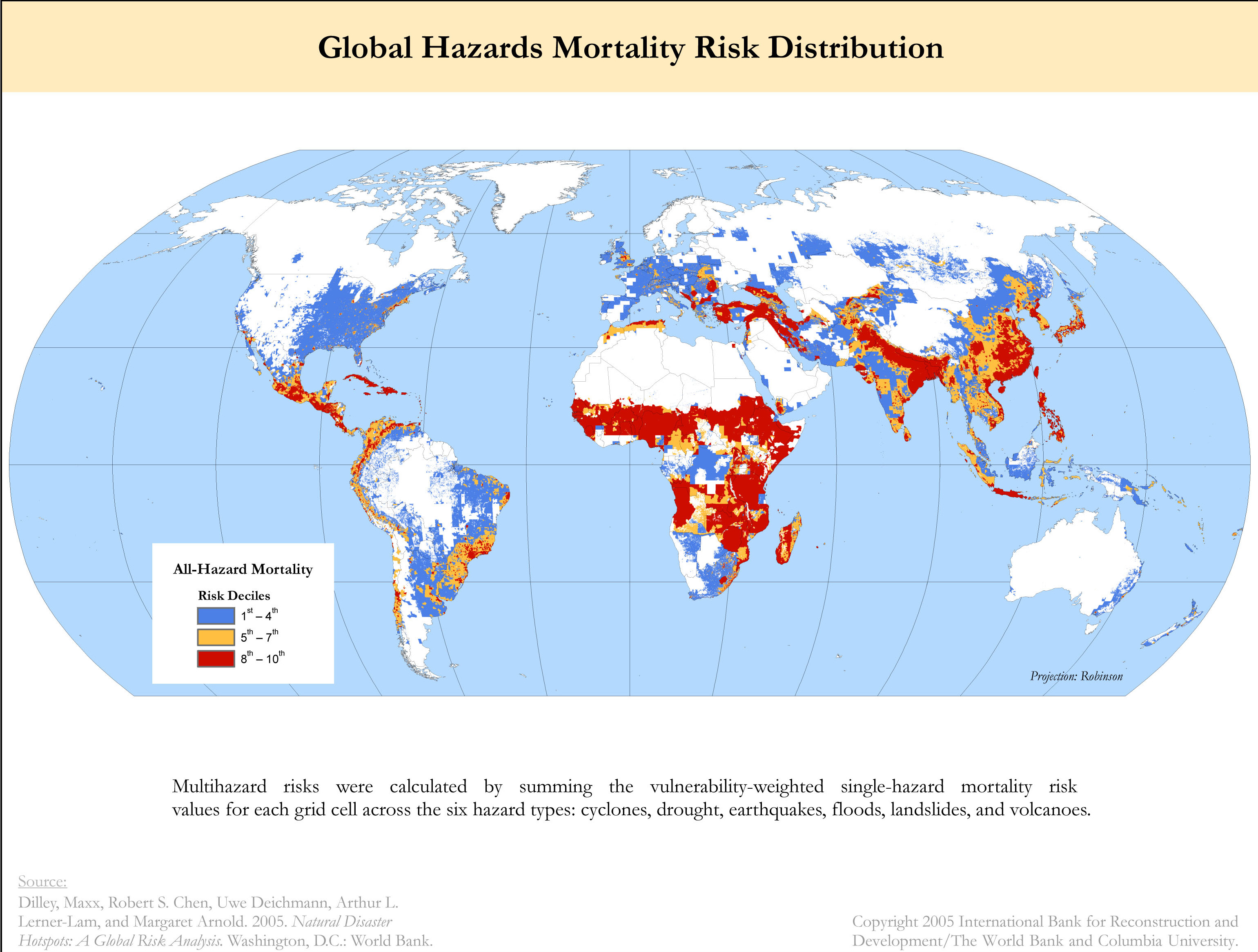
2005년 기준 열대성 저기압, 가뭄, 지진, 홍수, 산사태, 화산(폭염, 눈보라 및 기타 치명적인 자연재해 제외)에 대한 전 세계적인 위협도와 사망위험도 및 그 분포도

자연재해는 인간의 행위가 아닌 자연의 다른 힘으로 발생한 광범위한 파괴, 막대한 인명피해, 재산 손실 등을 입히는 갑작스러운 사건이다. 자연재해로는 지진, 홍수, 화산 분화, 산사태, 열대성 저기압 등 여러 종류가 존재한다. 특정 자연재해가 재난으로 분류되기 위해서는 환경에 중대한 영향을 미치거나 큰 인명피해가 발생하고 재산 손실을 입혀야 한다. 아래는 그러한 사망자수 순으로 정리한 자연재해 목록이다.

## 전염병과 기근을 제외한 추정 사망자수 기준 가장 사망자수가 많은 자연재해 10가지
아래 목록은 각 자연재해에 대해 가장 높은 추정 사망자수만을 기준으로 가장 많은 사망자를 만들어 낸 자연재해의 목록이다. 이 목록에는 전염병과 기근을 제외했다. 또한 이 목록에는 고의적인 제방 파괴로 발생한 1938년 황하 제방 붕괴 사건도 제외했다.
| 사망자수 (최대 추산치) | 사건                   | 위치                           | 날짜             |
| ---------------------- | ---------------------- | ------------------------------ | ---------------- |
| 4,000,000              | 1931년 중국 대홍수     | 중국                           | 1931년 7월       |
| 2,000,000              | 1887년 황하 홍수       | 중국                           | 1887년 9월       |
| 655,000                | 탕산대지진             | 중국                           | 1976년 7월 28일  |
| 500,000                | 1970년 볼라 사이클론   | 동파키스탄 (현 방글라데시)     | 1970년 11월 13일 |
| 316,000                | 2010년 아이티 지진     | 아이티                         | 2010년 1월 12일  |
| 300,000                | 526년 안티오키아 지진  | 동로마 제국 (현 튀르키예 지역) | 526년 5월        |
| ≈300,000               | 1839년 코린가 사이클론 | 인도 안드라프라데시주          | 1839년 11월 25일 |
| ≈300,000               | 1737년 캘커타 사이클론 | 인도 벵골                      | 1737년 10월      |
| ≈300,000               | 1139년 간자 지진       | 셀주크 제국 (현 아제르바이잔)  | 1139년 9월 30일  |
| 273,407                | 하이위안 지진          | 중국                           | 1920년 12월 16일 |

## 연도별 전염병과 기근을 제외한 최다 사망자수 자연재해

### 20세기
| 연도 | 사망자수          | 사건                                 | 영향 국가                                                | 종류              | 날짜                   |
| ---- | ----------------- | ------------------------------------ | -------------------------------------------------------- | ----------------- | ---------------------- |
| 1900 | 6,000–12,000      | 1900년 갤버스턴 허리케인             | 미국                                                     | 열대 저기압       | 9월 9일                |
| 1901 | 9,500             | 1901년 미국 동부 폭염                | 미국                                                     | 폭염              | 6월~7월                |
| 1902 | 29,000            | 1902년 몽플레산 분화                 | 마르티니크                                               | 화산 분화         | 4월~8월                |
| 1903 | 3,500             | 1903년 말라즈기르트 지진             | 튀르키예                                                 | 지진              | 4월 28일               |
| 1904 | 400               | 1904년 쓰촨성 지진                   | 중국                                                     | 지진              | 8월 30일               |
| 1905 | 20,000+           | 1905년 칸그라 지진                   | 인도                                                     | 지진              | 4월 4일                |
| 1906 | 15,000            | 1906년 홍콩 태풍                     | 홍콩, 중국                                               | 열대 저기압       | 9월 18일               |
| 1907 | 12,000–15,000     | 1907년 카라통 지진                   | 우즈베키스탄                                             | 지진              | 10월 21일              |
| 1908 | 75,000–82,000     | 메시나 지진                          | 이탈리아                                                 | 지진              | 12월 28일              |
| 1909 | 6,000–8,000       | 1909년 보루제르드 지진               | 이란                                                     | 지진              | 1월 23일               |
| 1910 | 2,450             | 1910년 코스타리카 지진               | 코스타리카                                               | 지진              | 5월 4일                |
| 1911 | 41,072            | 1911년 프랑스 폭염                   | 프랑스                                                   | 폭염              | 6월~8월                |
| 1912 | 50,000–220,000    | 1912년 중국 태풍                     | 중국                                                     | 열대 저기압       | 8월 29일               |
| 1913 | 942-1,900         | 1913년 어산 지진                     | 중국                                                     | 지진              | 12월 21일              |
| 1914 | 2,344             | 1914년 부르두르 지진                 | 튀르키예                                                 | 지진              | 10월 4일               |
| 1915 | 29,978-32,610     | 1915년 아베차노 지진                 | 이탈리아                                                 | 지진              | 1월 13일               |
| 1916 | 2,000–10,000      | 화이트 프라이데이 눈사태             | 이탈리아                                                 | 눈사태            | 12월 13일              |
| 1917 | 1,500             | 1917년 발리 지진                     | 인도네시아                                               | 지진              | 1월 21일               |
| 1918 | 1,000             | 1918년 난아오 대지진                 | 중국                                                     | 지진              | 2월 13일               |
| 1919 | 5,000             | 1919년 켈루트산 진흙사태             | 인도네시아                                               | 화산 분화         | 5월 19일               |
| 1920 | 258,707–273,407   | 하이위안 지진                        | 중국, 몽골                                               | 지진              | 12월 16일              |
| 1921 | 215               | 1921년 9월 샌안토니오 홍수           | 미국                                                     | 홍수              | 9월 7~11일             |
| 1922 | 50,000–100,000+   | 1922년 산터우 태풍                   | 필리핀, 중국                                             | 열대 저기압       | 7월 27일~8월 3일       |
| 1923 | 105,385-142,800   | 간토 대지진                          | 일본                                                     | 지진              | 9월 1일                |
| 1924 | 1,000             | 99 대홍수                            | 인도                                                     | 홍수              | 7월                    |
| 1925 | 5,000             | 1925년 다리 지진                     | 중국                                                     | 지진              | 3월 16일               |
| 1926 | 709               | 1926년 하바나-버뮤다 허리케인        | 쿠바, 미국, 바하마, 버뮤다                               | 열대 저기압       | 10월 14~28일           |
| 1927 | 40,912            | 구랑 지진                            | 중국, 티베트                                             | 지진              | 5월 22일               |
| 1928 | 4,112+            | 1928년 오키초비 허리케인             | 미국, 푸에르토리코, 과들루프, 바하마, 버뮤다             | 열대 저기압       | 9월 12~21일            |
| 1929 | 3,257–3,800       | 1929년 코페트다그 지진               | 이란, 투르크메니스탄                                     | 지진              | 5월 1일                |
| 1930 | 2,000–8,000       | 1930년 산세논 허리케인               | 도미니카 공화국                                          | 열대 저기압       | 9월 3일                |
| 1931 | 422,499–4,000,000 | 1931년 중국 대홍수                   | 중국                                                     | 홍수              | 7월~11월               |
| 1932 | 3,103+            | 1932년 쿠바 허리케인                 | 케이맨 제도, 쿠바                                        | 열대 저기압       | 11월 9일               |
| 1933 | 6,865–9,300       | 1933년 뎨시 지진                     | 중국                                                     | 지진              | 8월 25일               |
| 1934 | 10,700–12,000     | 1934년 네팔-비하르 지진              | 네팔, 인도                                               | 지진              | 1월 15일               |
| 1935 | 145,000           | 1935년 양쯔강 홍수                   | 중국                                                     | 홍수              | 7월 6일                |
| 1936 | 5,000+            | 1936년 북아메리카 폭염               | 미국, 캐나다                                             | 폭염              | 6월~9월                |
| 1937 | 11,021            | 1937년 홍콩 태풍                     | 중국                                                     | 열대 저기압       | 9월 2일                |
| 1938 | 715+              | 한신대수해                           | 일본                                                     | 홍수              | 7월                    |
| 1939 | 32,700–32,968     | 1939년 에르진잔 지진                 | 튀르키예                                                 | 지진              | 12월 27일              |
| 1940 | 1,000             | 1940년 브란체아 지진                 | 루마니아                                                 | 지진              | 11월 10일              |
| 1941 | 1,200             | 1941년 자발 라지흐 지진              | 예멘                                                     | 지진              | 1월 11일               |
| 1942 | 61,000            | 1942년 서벵골 사이클론               | 인도                                                     | 열대 저기압       | 10월 14~18일           |
| 1943 | 2,824-5,000       | 1943년 토시아-라디크 지진            | 튀르키예                                                 | 지진              | 11월 27일              |
| 1944 | 10,000            | 1944년 산후안 지진                   | 아르헨티나                                               | 지진              | 1월 15일               |
| 1945 | 4,000             | 1945년 발루치스탄 지진               | 파키스탄                                                 | 지진              | 11월 28일              |
| 1946 | 2,550             | 1946년 도미니카 공화국 지진          | 도미니카 공화국                                          | 지진              | 8월 4일                |
| 1947 | 1,077             | 태풍 캐틀린                          | 일본                                                     | 열대 저기압       | 9월 15일               |
| 1948 | 10,000–110,000    | 아시가바트 지진                      | 소련, 이란                                               | 지진              | 10월 6일               |
| 1949 | 7,200             | 1949년 카이트 지진                   | 타지키스탄                                               | 지진              | 7월 10일               |
| 1950 | 4,800             | 1950년 아삼-티베트 지진              | 인도, 중국                                               | 지진              | 8월 15일               |
| 1951 | 4,800             | 1951년 만주 홍수                     | 중국                                                     | 홍수              | 9월 18일               |
| 1952 | 2,336             | 1952년 세베로쿠릴스크 지진           | 소련                                                     | 지진              | 11월 4일               |
| 1953 | 2,551             | 1953년 북해 홍수                     | 네덜란드, 벨기에, 잉글랜드, 스코틀랜드                   | 홍수              | 1월 31일~2월 1일       |
| 1954 | 33,000            | 1954년 양쯔강 홍수                   | 중국                                                     | 홍수              | 6월~9월                |
| 1955 | 1,023+            | 허리케인 자네트                      | 하앤틸레스 제도, 멕시코                                  | 열대 저기압       | 9월 22~30일            |
| 1956 | 4,935             | 태풍 완다                            | 중국                                                     | 열대 저기압       | 8월 1일                |
| 1957 | 1,500             | 1957년 상찰 지진                     | 이란                                                     | 지진              | 7월 2일                |
| 1958 | 1,269             | 태풍 아이다                          | 일본                                                     | 열대 저기압       | 9월 26일               |
| 1959 | 5,098             | 태풍 베라                            | 일본                                                     | 열대 저기압       | 9월 26일               |
| 1960 | 14,174            | 열대저기압 텐                        | 동파키스탄 (현 방글라데시)                               | 열대 저기압       | 10월 31일              |
| 1961 | 11,468            | 사이클론 위니                        | 동파키스탄 (현 방글라데시)                               | 열대 저기압       | 5월 6~9일              |
| 1962 | 50,935            | 열대 폭풍 해리어트                   | 태국, 동파키스탄 (현 방글라데시)                         | 열대 저기압       | 10월 19~31일           |
| 1963 | 22,000            | 매우 강한 사이클론 투                | 동파키스탄 (현 방글라데시)                               | 열대 저기압       | 5월 28일               |
| 1964 | 7,000             | 열대 저기압 조앤                     | 베트남                                                   | 열대 저기압       | 11월 4~11일            |
| 1965 | 47,000            | 1965년 동벵골 사이클론               | 동파키스탄 (현 방글라데시)                               | 열대 저기압       | 5월 11~12일, 6월 1~2일 |
| 1966 | 8,064             | 싱타이 지진                          | 중국                                                     | 지진              | 3월 22일               |
| 1967 | 10,000            | 사이클론 파라디프                    | 인도                                                     | 열대 저기압       | 10월 26일              |
| 1968 | 15,000            | 1968년 다스트에바야즈-페르두스 지진  | 이란                                                     | 지진              | 8월 31일               |
| 1969 | 3,000             | 1969년 양장 지진                     | 중국                                                     | 지진              | 7월 26일               |
| 1970 | 300,000-500,000   | 1970년 볼라 사이클론                 | 인도, 동파키스탄 (현 방글라데시)                         | 열대 저기압       | 11월 13일              |
| 1971 | 100,000           | 하노이 및 홍강 삼각주 홍수           | 북베트남                                                 | 홍수              | 8월 1일                |
| 1972 | 5,374             | 1972년 키르 지진                     | 이란                                                     | 지진              | 4월 10일               |
| 1973 | 2,175–2,204       | 1973년 루훠 지진                     | 중국                                                     | 지진              | 2월 6일                |
| 1974 | 8,210+            | 허리케인 피피올렌                    | 온두라스, 니카라과, 엘살바도르, 과테말라, 벨리즈, 멕시코 | 열대 저기압       | 9월 18~20일            |
| 1975 | 26,000-240,000    | 태풍 니나로 인한 허난성 75·8 댐 붕괴 | 중국                                                     | 열대 저기압       | 8월 7일                |
| 1976 | 242,419–655,000   | 탕산대지진                           | 중국                                                     | 지진              | 7월 28일               |
| 1977 | 10,000–50,000     | 1977년 안드라프라데시 사이클론       | 인도                                                     | 열대 저기압       | 11월 19일              |
| 1978 | 15,000–25,000     | 1978년 타바스 지진                   | 이란                                                     | 지진              | 9월 16일               |
| 1979 | 2,078             | 허리켕니 데이비드                    | 도미니카 공화국, 도미니카                                | 열대 저기압       | 8월 15일~9월 8일       |
| 1980 | 2,633-5,000       | 1980년 엘아스남 지진                 | 알제리                                                   | 지진              | 10월 10일              |
| 1981 | 3,000             | 1981년 골바프 지진                   | 이란                                                     | 지진              | 6월 11일               |
| 1982 | 2,800             | 1982년 북예멘 지진                   | 예멘                                                     | 지진              | 12월 13일              |
| 1983 | 1,342             | 1983년 에르주룸 지진                 | 튀르키예                                                 | 지진              | 10월 30일              |
| 1984 | 1,474             | 태풍 아이케                          | 필리핀                                                   | 열대 저기압       | 8월 26일~9월 6일       |
| 1985 | 23,000            | 아르메로의 비극                      | 콜롬비아                                                 | 화산 분화         | 11월 13일              |
| 1986 | 1,746             | 니오스호 참사                        | 카메룬                                                   | 호수 분출         | 8월 21일               |
| 1987 | 1,000             | 1987년 에콰도르 지진                 | 에콰도르                                                 | 지진              | 3월 6일                |
| 1988 | 25,000-50,000     | 1988년 아르메니아 지진               | 아르메니아                                               | 지진              | 12월 7일               |
| 1989 | 3,814             | 1989년 쓰촨 홍수                     | 중국                                                     | 홍수              | 7월 27일               |
| 1990 | 35,000-45,000     | 1990년 이란 지진                     | 이란                                                     | 지진              | 6월 21일               |
| 1991 | 138,866           | 1991년 방글라데시 사이클론           | 방글라데시                                               | 열대 저기압       | 4월 24~30일            |
| 1992 | 2,500             | 1992년 플로레스해 지진               | 인도네시아                                               | 지진, 지진해일    | 12월 12일              |
| 1993 | 9,748             | 1993년 라투르 지진                   | 인도                                                     | 지진              | 9월 30일               |
| 1994 | 3,063             | 태풍 프레드                          | 중국, 대만                                               | 열대 저기압       | 8월 21일               |
| 1995 | 6,434             | 효고현 남부 지진                     | 일본                                                     | 지진              | 1월 17일               |
| 1996 | 1,077             | 1996년 안드라프라데시 사이클론       | 인도                                                     | 열대 저기압       | 11월 4~7일             |
| 1997 | 3,123             | 열대폭풍 린다                        | 베트남, 태국                                             | 열대 저기압, 홍수 | 11월 1~9일             |
| 1998 | 11,374            | 허리케인 미치                        | 온두라스, 니카라과, 엘살바도르, 과테말라, 벨리즈, 멕시코 | 열대 저기압       | 10월 22일~11월 9일     |
| 1999 | 17,126-18,373     | 1999년 이즈미트 지진                 | 튀르키예                                                 | 지진              | 8월 17일               |
| 2000 | 700-800           | 2000년 모잠비크 홍수                 | 모잠비크                                                 | 홍수              | 2월~3월                |

### 21세기
| 연도 | 사망자수        | 사건                         | 영향 국가                                                | 종류           | 날짜              |
| ---- | --------------- | ---------------------------- | -------------------------------------------------------- | -------------- | ----------------- |
| 2001 | 13,805–20,023   | 구자라트 지진                | 인도                                                     | 지진           | 1월 26일          |
| 2002 | 1,200           | 2002년 힌두쿠시 지진         | 아프가니스탄                                             | 지진           | 3월 25일          |
| 2003 | 72,000          | 2003년 유럽 폭염             | 유럽                                                     | 폭염           | 7월~8월           |
| 2004 | 227,898         | 2004년 인도양 지진해일       | 인도네시아, 스리랑카, 인도, 태국, 몰디브, 소말리아       | 지진, 지진해일 | 12월 26일         |
| 2005 | 86,000–87,351   | 2005년 카슈미르 지진         | 인도, 파키스탄                                           | 지진           | 10월 8일          |
| 2006 | 5,749–5,778     | 2006년 5월 자와섬 지진       | 인도네시아                                               | 지진           | 5월 26일          |
| 2007 | 15,000          | 사이클론 시드르              | 방글라데시, 인도                                         | 열대 저기압    | 11월 11~16일      |
| 2008 | 138,373         | 사이클론 나르기스            | 미얀마                                                   | 열대 저기압    | 4월 27일~5월 3일  |
| 2009 | 1,115           | 2009년 수마트라 지진         | 인도네시아                                               | 지진           | 9월 30일          |
| 2010 | 100,000–316,000 | 2010년 아이티 지진           | 아이티                                                   | 지진           | 1월 12일          |
| 2011 | 19,749          | 도호쿠 지방 태평양 해역 지진 | 일본                                                     | 지진, 지진해일 | 3월 11일          |
| 2012 | 1,901           | 태풍 보파                    | 필리핀                                                   | 열대 저기압    | 12월 4~5일        |
| 2013 | 6,340           | 태풍 하이옌                  | 필리핀, 베트남, 중국                                     | 열대 저기압    | 11월 8~10일       |
| 2014 | 2,700           | 2014년 바다흐샨 산사태       | 아프가니스탄                                             | 산사태         | 5월 2일           |
| 2015 | 8,964           | 2015년 4월 네팔 지진         | 네팔, 인도                                               | 지진           | 4월 25일          |
| 2016 | 1,111           | 2016년 인도 폭염             | 인도                                                     | 폭염           | 4월~5월           |
| 2017 | 3,059           | 허리케인 마리아              | 푸에르토리코, 도미니카                                   | 열대 저기압    | 9월 19~21일       |
| 2018 | 4,340           | 2018년 술라웨시 지진         | 인도네시아                                               | 지진, 지진해일 | 9월 28일          |
| 2019 | 3,951+          | 2019년 유럽 폭염             | 유럽                                                     | 폭염           | 6월~7월           |
| 2020 | 6,511           | 2020년 남아시아 홍수         | 아프가니스탄, 방글라데시, 인도, 네팔, 파키스탄, 스리랑카 | 홍수           | 5월~10월          |
| 2021 | 2,248           | 2021년 아이티 지진           | 아이티                                                   | 지진           | 8월 14일          |
| 2022 | 24,501          | 2022년 유럽 폭염             | 유럽                                                     | 폭염           | 6월 12일~9월 12일 |
| 2023 | 59,259–62,013   | 2023년 튀르키예-시리아 지진  | 튀르키예, 시리아                                         | 지진           | 2월 6일           |
| 2024 | 1,878           | 2024년 인도 홍수             | 인도                                                     | 홍수           | 5월 26일~9월 30일 |
| 2025 | 3,832           | 2025년 미얀마 지진           | 미얀마                                                   | 지진           | 3월 28일          |

## 자연재해 종류별 목록

### 산사태/눈사태/산악 붕괴
| 순위 | 사망자수 (추정치) | 사건                                                         | 위치       | 날짜   |
| ---- | ----------------- | ------------------------------------------------------------ | ---------- | ------ |
| 1.   | 100,000           | 1786년 캉딩-루딩 지진으로 만들어진 다두허강 산사태 댐의 붕괴 | 중국       | 1786년 |
| 1.   | 100,000           | 1920 하이위안 지진으로 인한 하이위안현 산사태                | 중국       | 1920년 |
| 2.   | 70,001+           | 1718년 퉁웨이-간쑤 지진으로 인한 산사태                      | 중국       | 1718년 |
| 3.   | 22,000            | 1970년 페루 지진으로 인한 우아스카란 잔해사태                | 페루       | 1970년 |
| 4.   | 10,000–30,000     | 바르가스 참사                                                | 베네수엘라 | 1999년 |
| 4.   | 10,000            | 화이트 프라이데이 눈사태                                     | 이탈리아   | 1916년 |
| 6.   | 5,000–28,000      | 카이트 산사태                                                | 타지키스탄 | 1949년 |
| 7.   | 4,000–6,000       | 1941년 우아라스 눈사태                                       | 페루       | 1941년 |
| 7.   | 4,000             | 1962년 우아스카란 눈사태                                     | 페루       | 1962년 |
| 9.   | 3,466             | 1310년 후베이 서부 산사태                                    | 중국       | 1310년 |
| 10.  | 3,429             | 1933년 뎨시 지진으로 발생한 산사태                           | 중국       | 1933년 |

### 전염병 유행
사망자수는 달리 명시하지 않는 한 과거의 사례를 모두 합친 총계이다. 현재 진행중인 전염병 유행은 굵은 글씨로 표기했다.
| 순위 | 사망자수 (추정치)            | 사건                                   | 위치                     | 날짜                                   | 원인 병원체 − (발병한 질병)                                                                               |
| ---- | ---------------------------- | -------------------------------------- | ------------------------ | -------------------------------------- | --- |
| 1.   | 7,500만~2억                  | 흑사병                                 | 유럽, 아시아, 북아프리카 | 1346~1353년                            | Yersinia pestis − (페스트)                                                                                |
| 2.   | 5,000만명 이상 (1,700만~1억) | 스페인 독감                            | 세계                     | 1918~1920년                            | H1N1 − (인플루엔자)                                                                                       |
| 3.   | 4,300만 (2024년 기준)        | HIV/AIDS 범유행                        | 세계                     | 1981년~현재                            | 인간면역결핍 바이러스(HIV) − (HIV/AIDS)                                                                   |
| 4.   | 3,000~5,000만                | 유스티니아누스 페스트                  | 유럽과 서아시아          | 541~542년                              | Yersinia pestis − (페스트)                                                                                |
| 5.   | 700~3,500만 (2024년 기준)    | 코로나19 범유행                        | 세계                     | 2019년~현재                            | SARS-CoV-2 − (COVID-19)                                                                                   |
| 6.   | 1,200~1,500만 (인도, 중국)   | 제3차 페스트 범유행                    | 세계                     | 1855~1960년                            | Yersinia pestis − (가래톳페스트)                                                                          |
| 7.   | 500~1,500만                  | 코코리츨리 유행                        | 멕시코                   | 1545~1548년                            | 미상. Salmonella enterica subsp. enterica − (장티푸스) 또는 바이러스성 출혈열로 추정되나 확실한 합의 없음 |
| 8.   | 500~1,000만                  | 안토니누스 역병                        | 로마 제국                | 165~180년 (190년까지로 추정 연구 있음) | Variola − (천연두) 또는 Measles morbillivirus − (홍역)으로 추정                                           |
| 9.   | 500~800만                    | 1520년 멕시코 천연두 유행              | 멕신코                   | 1519~1520년                            | Variola − (천연두)                                                                                        |
| 10.  | 250만                        | 1918~1922년 러시아 유행발진티푸스 유행 | 러시아                   | 1918~1922년                            | Rickettsia prowazekii − (유행발진티푸스)                                                                  |

### 지진
| 순위 | 사망자수 (추정치) | 사건                   | 위치                                       | 날짜             |
| ---- | ----------------- | ---------------------- | ------------------------------------------ | ---------------- |
| 1.   | 242,419–655,000   | 탕산대지진             | 중국                                       | 1976년 7월 28일  |
| 2.   | 100,000–316,000   | 2010년 아이티 지진     | 아이티                                     | 2010년 1월 12일  |
| 3.   | 250,000–300,000   | 526년 안티오키아 지진  | 동로마 제국 (현 튀르키예)                  | 526년 5월        |
| 4.   | 273,407           | 하이위안 지진          | 중화민국 닝샤 후이족 자치구 지역 (현 중국) | 1920년 12월 16일 |
| 5.   | 270,000           | 훙둥 지진              | 원나라 (현 중국)                           | 1303년 9월 17일  |
| 6.   | 260,000           | 115년 안티오키아 지진  | 로마 제국 (현 튀르키예)                    | 115년 12월 13일  |
| 7.   | 230,000           | 1138년 알레포 지진     | 장기 토후국 (현 시리아)                    | 1138년 10월 11일 |
| 7.   | 230,000           | 1139년 간자 지진       | 셀주크 제국 (현 아제르바이잔)              | 1939년 9월 20일  |
| 9.   | 227,898           | 2004년 인도양 지진해일 | 인도네시아                                 | 2004년 12월 26일 |
| 10.  | 200,000           | 856년 담간 지진        | 아바스 칼리파국 (현 이란)                  | 856년 12월 22일  |

### 기근
아래 기근 목록 중 일부는 인위적인 원인으로 발생한 경우도 있다.
| 순위 | 사망자수              | 사건                          | 위치               | 날짜           |
| ---- | --------------------- | ----------------------------- | ------------------ | -------------- |
| 1.   | 11,000,000–40,000,000 | 3년 대기근                    | 중국               | 1959년 ~1961년 |
| 2.   | 25,000,000            | 1906년~1907년 청나라 기근     | 청나라             | 1906년 ~1907년 |
| 3.   | 9,000,000–13,000,000  | 정무기황                      | 청나라             | 1876년 ~1879년 |
| 4.   | 11,000,000            | 차리사 기근                   | 북인도             | 1783년 ~1784년 |
| 4.   | 11,000,000            | 도지 바라 기근 또는 해골 기근 | 인도               | 1789년 ~1793년 |
| 6.   | 10,000,000            | 1770년 벵골 대기근            | 회사령 인도        | 1769년 ~1773년 |
| 7.   | 7,500,000             | 유럽 대기근                   | 유럽               | 1315년 ~1317년 |
| 8.   | 7,400,000             | 1630년~1632년 데칸 대기근     | 무굴 제국 (현 인도 | 1630년 ~1632년 |
| 9.   | 5,000,000–8,000,000   | 1930년대 소련 대기근          | 소련               | 1932년 ~1933년 |
| 10.  | 5,500,000             | 인도 1876년~1878년 대기근     | 영국령 인도 제국   | 1876년 ~1878년 |

### 홍수
아래 목록에는 댐, 제방, 방파제, 옹벽 붕괴와 같이 부분적으로 인위적 원인으로 발생한 홍수도 포함되어 있다. 다만 고의적인 제방 파괴, 전쟁 수행 등으로 일어난 1938년 황하 제방 붕괴 사건과 같은 경우는 제외했다.
| 순위 | 사망자수          | 사건                         | 위치                 | 날짜   |
| ---- | ----------------- | ---------------------------- | -------------------- | ------ |
| 1.   | 422,499–4,000,000 | 1931년 중국 대홍수           | 중국                 | 1931년 |
| 2.   | 930,000–2,000,000 | 1887년 황하 홍수             | 중국                 | 1887년 |
| 3.   | 230,000           | 허난성 75·8 댐 붕괴          | 중국                 | 1975년 |
| 4.   | 145,000           | 1935년 양쯔강 홍수           | 중국                 | 1935년 |
| 5.   | 100,000+          | 폭풍으로 인한 성 펠릭스 홍수 | 신성 로마 제국       | 1530년 |
| 7.   | 100,000           | 1911년 양쯔강 홍수           | 중국                 | 1911년 |
| 8.   | 100,000           | 1099년 홍수                  | 네덜란드 및 잉글랜드 | 1099년 |
| 9.   | 50,000–80,000     | 폭풍으로 인한 성 루시아 홍수 | 신성 로마 제국       | 1287년 |
| 10.  | 60,000            | 북해 홍수                    | 신성 로마 제국       | 1212   |

### 폭염
폭염으로 인한 사망자수를 측정하러면 정밀한 통계 분석이 필요하다. 폭염은 다른 질환으로 허약해진 사람을 추가로 죽이는 "추가 사망자"로 계산해야 하기 때문이다. 따라서 현대의 폭염으로 발생한 사망자수는 의료 체계가 발달한 국가에서만 정확히 판단이 가능하다.
| 순위 | 사망자수      | 사건                          | 위치   | 날짜   |
| ---- | ------------- | ----------------------------- | ------ | ------ |
| 1.   | 72,000        | 2003년 유럽 폭염              | 유럽   | 2003년 |
| 2.   | 56,000        | 2010년 러시아 폭염            | 러시아 | 2010년 |
| 3.   | 41,072        | 1911년 프랑스 폭염            | 프랑스 | 1911년 |
| 4.   | 24,501-61,672 | 2022년 유럽 폭염              | 유럽   | 2022년 |
| 5.   | 9,500         | 1901년 미국 동부 폭염         | 미국   | 1901년 |
| 6.   | 5,000–10,000  | 1988년~1990년 북아메리카 가뭄 | 미국   | 1988년 |
| 7.   | 3,951         | 2019년 유럽 폭염              | 유럽   | 2019년 |
| 8.   | 3,418         | 2006년 유럽 폭염              | 유럽   | 2006년 |
| 9.   | 2,541         | 1998년 인도 폭염              | 인도   | 1998년 |
| 10.  | 2,500         | 2015년 인도 폭염              | 인도   | 2015년 |

### 호수 분출
호수 분출 사건은 역사상 두 건만 기록되었다.
| 순위 | 사망자수 | 사건          | 위치   | 날짜            |
| ---- | -------- | ------------- | ------ | --------------- |
| 1.   | 1,744    | 니오스호 참사 | 카메룬 | 1986년 8월 21일 |
| 2.   | 37       | 모눈호 참사   | 카메룬 | 1984년 8월 15일 |

### 토네이도
| 순위 | 사망자수 | 사건                         | 위치                                                              | 날짜               |
| ---- | -------- | ---------------------------- | ----------------------------------------------------------------- | ------------------ |
| 1.   | 1,300    | 다울랏푸르-사투리아 토네이도 | 방글라데시 마니크간지구                                           | 1989년             |
| 2.   | 751      | 3개주 토네이도               | 미국 (미주리주-인디애나주-일리노이주)                             | 1925년             |
| 3.   | 681      | 1973년 다카 토네이도         | 방글라데시                                                        | 1973년             |
| 4.   | 660      | 1969년 동파키스탄 토네이도   | 동파키스탄 (현 방글라데시)                                        | 1969년             |
| 5.   | 600      | 몰타 그랜드하버 토네이도     | 몰타                                                              | 1551년 또는 1556년 |
| 6.   | 500      | 1851년 시칠리아 토네이도     | 양시칠리아 왕국 시칠리아 (현 이탈리아)                            | 1851년             |
| 6.   | 500      | 나라일-마구라 토네이도       | 동파키스탄 조쇼르 (현 방글라데시)                                 | 1964년             |
| 6.   | 500      | 마다리푸르-십차르 토네이도   | 방글라데시                                                        | 1977년             |
| 9.   | 400      | 1984년 소련 토네이도         | 소련 (러시아 프리볼시스키 연방관구, 중앙 연방관구, 북서 연방관구) | 1984년             |
| 10.  | 317      | 1840년 나체즈 토네이도       | 미국 (미시시피주-루이지애나주)                                    | 1840년             |

### 열대 저기압
| 순위 | 사망자수       | 사건                               | 위치                             | 날짜             |
| ---- | -------------- | ---------------------------------- | -------------------------------- | ---------------- |
| 1.   | 500,000+       | 1970년 볼라 사이클론               | 동파키스탄 (현 방글라데시)       | 1970년 11월 13일 |
| 2.   | 300,000        |                                    |                                  |                  |
| 2.   | 300,000        | 1839년 코린가 사이클론             | 영국령 인도 제국 (현 인도)       | 1839년 11월 15일 |
| 3.   | 300,000+       | 1737년 캘커타 사이클론             | 영국령 인도 제국 (현 인도)       | 1737년 10월 11일 |
| 4.   | 229,000        | 슈퍼태풍 니나—반차오댐 붕괴에 영향 | 중국                             | 1975년 8월 7일   |
| 5.   | 200,000        | 1876년 벵골 사이클론               | 영국령 인도 제국 (현 방글라데시) | 1876년 10월 31일 |
| 6.   | 138,866        | 1991년 방글라데시 사이클론         | 방글라데시                       | 1991년 4월 29일  |
| 7.   | 138,373        | 사이클론 나르기스                  | 미얀마                           | 2008년 5월 2일   |
| 8.   | 100,000        | 1780년 7월 태풍                    | 필리핀                           | 1780년           |
| 9.   | 60,000+        | 1864년 캘커타 사이클론             | 인도                             | 1864년 10월 5일  |
| 10.  | 50,000-220,000 | 1912년 중국 태풍                   | 중국                             | 1912년 8월 29일  |

### 지진해일
| 순위 | 사망자수       | 사건                   | 위치       | 날짜             |
| ---- | -------------- | ---------------------- | ---------- | ---------------- |
| 1.   | 227,898        | 2004년 인도양 지진해일 | 인도양     | 2004년 12월 26일 |
| 2.   | 123,000        | 메시나 지진            | 이탈리아   | 1908년 12월 28일 |
| 3.   | 36,417         | 1883년 크라카토아 분화 | 인도네시아 | 1883년 8월 27일  |
| 4.   | 40,000–50,000  | 1755년 리스본 지진     | 포르투갈   | 1755년 11월 1일  |
| 5.   | 30,000–100,000 | 미노스 화산 분화       | 그리스     | 기원전 2천년경   |
| 6.   | 31,000         | 메이오 지진            | 일본       | 1498년 9월 20일  |
| 7.   | 30,000         | 호에이 지진            | 일본       | 1707년 10월 28일 |
| 8.   | 27,122         | 메이지 산리쿠 지진     | 일본       | 1896년 6월 15일  |
| 9.   | 25,674         | 1868년 아리카 지진     | 칠레       | 1868년 8월 13일  |
| 10.  | 5,700–50,000   | 365년 크레테 지진      | 그리스     | 365년 7월 21일   |

### 화산 분화
| 순위 | 사망자수 | 사건                                     | 위치       | 날짜             |
| ---- | -------- | ---------------------------------------- | ---------- | ---------------- |
| 1.   | 71,000+  | 1815년 탐보라산 분화 (여름 없는 해 참조) | 인도네시아 | 1815년 4월 10일  |
| 2.   | 36,000+  | 1883년 크라카타우산 분화                 | 인도네시아 | 1883년 8월 27일  |
| 3.   | 30,000   | 1902년 몽펠레산 분화                     | 마르티니크 | 1902년 5월 7일   |
| 4.   | 23,000   | 아르메로의 비극                          | 콜롬비아   | 1985년 11월 13일 |
| 5.   | 15,000   | 시마바라 대변                            | 일본       | 1792년 5월 21일  |
| 6.   | 13,000   | 79년 베수비오산 분화                     | 이탈리아   | 79년             |
| 7.   | 10,000+  | 1586년 켈루트산 분화                     | 인도네시아 | 1586년           |
| 8.   | 6,000    | 1902년 산타마리아산 분화                 | 과테말라   | 1902년 10월 24일 |
| 9.   | 5,000    | 1919년 켈루트산 진흙사태                 | 인도네시아 | 1919년 5월 19일  |
| 10.  | 4,011    | 1822년 갈룽궁산 분화                     | 인도네시아 | 1822년           |

### 산불
| 순위 | 사망자수    | 사건                   | 위치                             | 날짜             |
| ---- | ----------- | ---------------------- | -------------------------------- | ---------------- |
| 1.   | 1,200–2,500 | 페시티고 화재          | 미국 위스콘신주                  | 1871년 10월 8일  |
| 2.   | 1,000+      | 쿠르샤-2 화재          | 소련                             | 1936년 8월 3일   |
| 3.   | 453         | 클로케이 화재          | 미국 미네소타주                  | 1918년 10월 12일 |
| 4.   | 418-476     | 힝클리 대화재          | 미국 미네소타주                  | 1894년 9월 1일   |
| 5.   | 282         | 섬 화재                | 미국 미시간주                    | 1881년 9월 5일   |
| 6.   | 240         | 1997년 인도네시아 숲불 | 인도네시아 수마트라섬과 칼리만탄 | 1997년 9월       |
| 7.   | 160–300     | 1825년 미라미치 화재   | 캐나다                           | 1825년 10월 7일  |
| 8.   | 223         | 매더슨 화재            | 캐나다 온타리오주                | 1916년 7월 29일  |
| 9.   | 211         | 1987년 다싱안링 화재   | 중국과 소련                      | 1987년 5월 1일   |
| 10.  | 173         | 2009년 빅토리아주 산불 | 오스트레일리아                   | 2009년 2월 7일   |

### 겨울폭풍
| 순위 | 사망자수 (추정치) | 사건                                     | 위치                       | 날짜   |
| ---- | ----------------- | ---------------------------------------- | -------------------------- | ------ |
| 1.   | 4,000             | 1972년 이란 블리자드                     | 이란                       | 1972년 |
| 2.   | 3,000             | 카롤린 죽음의 3월                        | 노르웨이                   | 1719년 |
| 3.   | 926               | 2008년 아프가니스탄 블리자드             | 아프가니스탄               | 2008년 |
| 4.   | 400               | 1888년 대 블리자드                       | 미국                       | 1888년 |
| 5.   | 353               | 1950년 애팔래치아 대폭풍                 | 미국                       | 1950년 |
| 6.   | 318               | 1993년 세기의 폭풍                       | 미국                       | 1993년 |
| 7.   | 299–978           | 2021년 2월 13일~17일 북아메리카 겨울폭풍 | 미국과 멕시코              | 2021년 |
| 8.   | 286               | 1960년 12월 북서풍                       | 미국                       | 1960년 |
| 9.   | 250               | 1913년 오대호 폭풍                       | 미국과 캐나다(오대호 지역) | 1913년 |
| 10.  | 235               | 스쿨하우스 블리자드                      | 미국                       | 1888년 |

## 같이 보기
- 자연재해 위협 별 국가 목록
- 1900년 이후 사망자가 발생한 지진 목록
- 캐나다의 재난 목록
- 인도네시아의 재난 목록
- 필리핀의 재난 목록
- 태국의 재난 목록
- 영국의 재난 목록
- 아이티의 자연재해 목록
- 뉴질랜드의 자연재해 목록
- 파키스탄의 자연재해 목록
- 미국의 자연재해 목록
- 인도의 자연재해
- 방사능 사고 및 방사선 노출 사고 목록
- 세계재앙위험

사망자수 순으로 정리된 기타 목록
- 사망자수 순 의도적 사망 사건 목록
- 사망자수 순 사고 목록
- 사상자수 순 전투 목록
- 남극의 사망자수 순 재난 목록
- 오스트레일리아의 사망자수 순 재난 목록
- 캐나다의 사망자수 순 재난 목록
- 크로아티아의 사망자수 순 재난 목록
- 영국의 사망자수 순 재난 목록
- 뉴질랜드의 사망자수 순 재난 목록
- 폴란드의 사망자수 순 재난 목록
- 루마니아의 사망자수 순 재난 목록
- 미국의 사망자수 순 재난 목록
- 브리튼 제도에 영향을 준 지진해일 목록